# David Ruffin
David Eli Ruffin (Whynot, 18 gennaio 1941 – Filadelfia, 1º giugno 1991) è stato un cantante e musicista statunitense.
È conosciuto soprattutto per aver militato nei The Temptations tra il 1964 ed il 1968. Nel 1969 ha intrapreso la carriera solista. È deceduto a soli cinquant'anni per cause non chiare, probabilmente per droga.

## Discografia

### Album
Con The Temptations
- The Temptations Sing Smokey (1965)
- The Temptin' Temptations (1965)
- Gettin' Ready (1966)
- Greatest Hits (1966)
- Temptations Live! (1966)
- The Temptations with a Lot o' Soul (1967)
- The Temptations in a Mellow Mood (1967)
- The Temptations Wish It Would Rain (1968)

Solista
- My Whole World Ended (1969)
- Feelin' Good (1969)
- David (1971)
- David Ruffin (1973)
- Me 'N Rock 'N Roll Are Here to Stay (1974)
- Who I Am (1975)
- Everything's Coming Up Love (1976)
- In My Stride (1977)
- So Soon We Change (1979)
- Gentleman Ruffin (1980)

Come The Ruffin Brothers (Jimmy e David Ruffin)
- I Am My Brother's Keeper (1970)

Con Daryl Hall, John Oates e Eddie Kendrick
- Live at the Apollo (1985)

Con Eddie Kendrick
- Ruffin & Kendrick (1988)